# Словообразовательная цепочка
СловаСловообразова́тельная цепо́чка (также словообразовательная цепь) — последовательный ряд однокоренных слов, каждый из которых находится в отношениях словообразовательной мотивации с соседними словами. Например, писать → писатель → писательница. Является компонентом словообразовательных гнёзд, состоит из словообразовательных пар.

## Состав
В начале каждой словообразовательной цепочки стоит исходное слово, являющееся немотивированным (непроизводным). Так, в цепочке учить → учитель → учительница исходное слово учить не мотивируется каким-либо иным словом и всегда выступает, соответственно, как мотивирующее. Каждое последующее слово цепочки является мотивированным (производным) по отношению к предыдущему мотивирующему слову (при этом последующее слово отличается от предыдущего на один словообразовательный формант). Так, слово учитель является мотивированным по отношению к слову учить, а учительница — по отношению к слову учитель. Слово учить — мотивирующее для слова учитель, которое, в свою очередь, является мотивирующим для слова учительница. В данной цепочке слово учитель одновременно выступает как мотивированное (по отношению к слову учить) и как мотивирующее (по отношению к слову учительница). Конечное слово (в данном случае слово учительница) является только лишь мотивированным словом. Так же, как и исходное слово оно выполняет в цепочке одну функцию словообразовательной мотивации — все остальные слова цепочки являются двуфункциональными (мотивирующими и мотивированными одновременно). В словообразовательной цепочке действует иерархический принцип, при котором одни слова последовательно подчиняются другим. При этом, чем дальше мотивированное слово от исходного слова цепочки, тем выше ступень его мотивированности: старый → стареть (I ступень) → устареть (II ступень) → устарелый (III ступень) → устарелость (IV ступень). Слова со II ступени и выше мотивируются не только соседним предшествующим ему словом, но и другими мотивирующими словами цепочки, например, слово устарелый мотивируется не только словом устареть, но и словом стареть.
Соседние мотивирующее и мотивированное слова цепочки образуют словообразовательную пару. Цепочка минимальной длины из двух слов состоит из одной словообразовательной пары, например: греть → грелка. В цепочках русского языка чаще всего отмечается 3 или 4 словообразовательных пары: влага → влажный → влажнеть → повлажнеть; добро → добрый → доброта → добротный → добротность. Максимальное число пар в цепочке — 6 или 7, например: мир → мирить → примирить → примирение →
примиренец → примиренческий → примиренчески.
Словообразовательные цепочки обладают формальной и семантической структурами:
- формальная структура представляет собой совокупность всех мотивирующих и мотивированных слов, включая их морфонологические преобразования (например, чередование фонем в основах слов влага и влажный);
- семантическая структура включает в себя совокупность всех значений слов цепочки: лексических значений, грамматических значений (например, значений предмета, признака, действия) и значений внутри звена (значений мотивированного слова по отношению к мотивирующему).

При исходном многозначном слове возможны как передача всех его значений по всем звеньям цепочки, так и потеря значений или появление новых значений на каком-либо участке цепочки. Например, значения слова гаснуть («переставать гореть»; «переставать светить»; «затихать»; «исчезать»; «слабеть, чахнуть») передаются по всем парам цепочки гаснуть → угаснуть → угасание. В то же время в цепочке гнуть → перегнуть → перегибать у последнего слова возникает новое переносное значение «заходить в чём-либо слишком далеко, действовать чрезмерно жёстко», которого нет у исходного слова гнуть.
Словообразовательную цепочку можно рассматривать как последовательный ряд словообразовательных типов, поскольку каждое мотивированное слово относится к определённому словообразовательному типу и находится в отношениях последовательной мотивированности с соседними словами цепочки.

## В словообразовательных гнёздах
Словообразовательные цепочки, имеющие общее исходное (немотивированное) слово в синтагматическом плане образуют словообразовательные гнёзда. Число цепочек индивидуально для каждого словообразовательного гнезда, например, гнездо с исходным словом дизайн состоит из одной цепочки: дизайн → дизайнер → дизайнерский → дизайнерски, а гнездо со словом греть включает 99 цепочек.